# The Miracle of Love
The Miracle of Love è un singolo del gruppo musicale britannico degli Eurythmics, estratto dall'album di inediti Revenge del 1986.
Fu scritto da entrambi i membri Annie Lennox e David A. Stewart e prodotto da Stewart. Fu pubblicato come terzo singolo, ma non negli Stati Uniti. La ballata ottenne un esito modesto nella classifica dei singoli nel Regno Unito, ma raggiunse le prime 20 posizioni in Australia e in alcune zone dell'Europa.

## Classifiche
| Classifica (1986) | Posizione più alta |
| ----------------- | ------------------ |
| Regno Unito       | 23                 |
| Paesi Bassi       | 43                 |
| Germania          | 53                 |
| Svizzera          | 21                 |
| Belgio            | 15                 |
| Francia           | 16                 |
| Svezia            | 18                 |
| Nuova Zelanda     | 30                 |